# Книлле, Отто
Отто Книлле (нем. Otto Knille; 1832—1898) — немецкий исторический живописец.
Учился в Дюссельдорфской академии художеств, после чего работал некоторое время в Париже под руководством Кутюра, жил в Мюнхене, провёл три года в Италии и с 1866 поселился в Берлине, где с 1877 заведовал одной из учебных мастерских при Академии.
Главные произведения этого художника, обладающего вкусом, строго обдумывающего свои композиции и исполняющего их мастерски: стенная живопись в замке Мариенбург, близ Ганновера (сюжет из вестфальских легенд), «Призыв к оружию» (декоративная картина, написанная для выставки на пути следования прусского войска при торжественной встрече его в Берлине, в 1871), особенно удачная картина: «Тангейзер и Венера» (1873; находится в Берлинской национальной галерее), «Диспут профессоров Сорбонны в присутствии Людовика Святого» (1880; там же) и «Реформаторы, приветствующие гуманистов» — фриз, написанный в 1881 на стене лестницы в здании берлинской университетской библиотеки.